# Katalin Tuschák
Dans le nom hongrois Tuschák Katalin, le nom de famille précède le prénom, mais cet article utilise l’ordre habituel en français Katalin Tuschák, où le prénom précède le nom.
Katalin Tuschák est une escrimeuse hongroise née le 13 juin 1959 à Budapest.

## Carrière
Katalin Tuschák participe à l'épreuve de fleuret par équipe lors des Jeux olympiques d'été de 1988 à Séoul et remporte avec ses partenaires hongroises Zsuzsa Jánosi-Németh, Gertrúd Stefanek, Zsuzsanna Szőcs et Edit Kovács la médaille de bronze.